# Moulay Hassan, Prinț Moștenitor al Marocului
Prințul Moulay Hassan (n. 8 mai 2003) este actualul moștenitor aparent la tronul din Maroc. El este fiul cel mare al regelui Mohammed al VI-lea al Marocului și a soției acestuia, Prințesa Lalla Salma. Are o soră mai mică, Prințea Lalla Khadija. A fost numit după bunicul patern, Hassan al II-lea; dacă va succeda la tron, va deveni regele Hassan al III-lea. 